# Baráthelyi erődtemplom
A baráthelyi erődtemplom műemlékké nyilvánított épület Romániában, Szeben megyében. A romániai műemlékek jegyzékében az SB-II-a-A-12339 sorszámon szerepel.